# Karibpetrell
Karibpetrell (Pterodroma hasitata) är en fågel i familjen liror inom ordningen stormfåglar. Den häckar i Västindien, konstaterat på Hispaniola och Dominica men möjligen även på andra öar. Tillfälligt har den påträffats i bland annat Storbritannien, Spanien och Marocko. Arten har ett litet och krympande bestånd, varför IUCN listar den som starkt hotad.

## Utseende och levnadssätt
Karibpetrellen är en medelstor och långvingad petrell, med en längd på 40 centimeter. Den har en brunsvart hätta som sträcker sig ned till ögon, nacke och övre delen av bröstet där den formar ett partiellt halsband. Längst ner på nacken är den vit, medan manteln är brungrå, liksom ovansidan av vingen. Övergumpen och övre stjärttäckarna är vita, medan stjärten är mörkbrun. Undersidan är vit, liksom undersidan av vingen förutom en smal svart bakkant, svart spets och en svart kil mellan vingpennor och knogen. Näbben är svart, benen rosa. Liknande bermudapetrellen (Pterodroma cahow) är mindre och saknar oftast vit nacke och övergump.

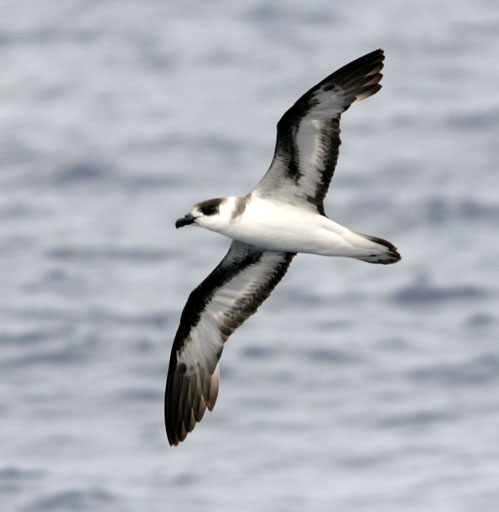
Karibpetrell fotograferad i Golfströmmen utanför Cape Hatteras, North Carolina, USA.

### Häckning och föda
Fältobservationer från Hispaniola visar att karibpetrellen lägger ägg i andra halvan av januari som kläcks i andra halva av mars. Ungarna blir flygga från mitten av juni till början av juli. Alla bon som hittills har hittats är på hög höjd, över 1.500 meter över havet. Häckande fåglar pendlar långa avstånd för att söka föda, huvudsakligen nattetid efter skaldjur, fisk, bläckfick och sargassotång.

## Utbredning och systematik
Karibpetrellen häckar i Karibien på Hispaniola och med största sannolikhet på Dominica. På Guadeloupe och Martinique har ingen häckning dokumenterats sedan 1900, men möjligen kan arten komma att återupptäckas på Guadeloupe grundat på fältobservationer och förekomst av otillgängliga bergstoppar där den kan häcka. På Kuba har ingen karibpetrell konstaterats häcka, men det finns observationer av fåglar som flyger inåt landet i skymningen, vilket kan tyda på att det finns en okänd häckningslokal.
Karibpetrellen är en mycket sällsynt gäst i Europa, med enstaka fynd från Storbritannien, Spanien, Madeira och Azorerna. Den har även observerats utanför Marocko.

## Status och hot
Internationella naturvårdsunionen IUCN kategoriserar arten som starkt hotad, baserat på litet, fragmenterat och krympande utbredningsområde tillika population. Den hotas av habitatförstörelse och habitatförlust, jakt samt invasiva djurarter på häckplats som tar deras ägg och ungar. Världspopulationen uppskattas till endast 1 000–2 000 individer.

## Namn
Arten har på svenska även kallats västindisk petrell.